# Kuczbork-Osada (gromada)
Kuczbork-Osada (na samym początku Kuczbork Osada alt. Kuczbork-osada) – dawna gromada, czyli najmniejsza jednostka podziału terytorialnego Polskiej Rzeczypospolitej Ludowej w latach 1954–1972.
Gromady, z gromadzkimi radami narodowymi (GRN) jako organami władzy najniższego stopnia na wsi, funkcjonowały od reformy reorganizującej administrację wiejską przeprowadzonej jesienią 1954 do momentu ich zniesienia z dniem 1 stycznia 1973, tym samym wypierając organizację gminną w latach 1954–1972.
Gromadę Kuczbork Osada (pisownia bez łącznika) z siedzibą GRN w Kuczborku Osadzie (obecna pisownia Kuczbork-Osada) utworzono – jako jedną z 8759 gromad na obszarze Polski – w powiecie mławskim w woj. warszawskim, na mocy uchwały nr VI/10/8/54 WRN w Warszawie z dnia 5 października 1954. W skład jednostki weszły obszary dotychczasowych gromad Chojnowo, Chodubka, Kuczbork osada, Kuczbork, Nidzgóra i Olszewko ze zniesionej gminy Zielona w tymże powiecie. Dla gromady ustalono 26 członków gromadzkiej rady narodowej.
1 stycznia 1956 gromada weszła w skład nowo utworzonego powiatu żuromińskiego w tymże województwie.
Począwszy od wykazu gromad z 1956 roku, jednostka występuje jako gromada Kuczbork-Osada, tzn. z użyciem łącznika.
1 stycznia 1958 do gromady Kuczbork-Osada przyłączono obszar zniesionej gromady Krzywki-Bratki (bez wsi Krzywki-Bośki, Krzywki-Piaski i Mostowo) w tymże powiecie.
31 grudnia 1959 do gromady Kuczbork-Osada przyłączono obszar zniesionej gromady Gościszka w tymże powiecie (bez wsi Bagiennice Duże, Bagiennice Nowe i Gościszka-Baraki).
Gromada przetrwała do końca 1972 roku, czyli do kolejnej reformy gminnej. 1 stycznia 1973 w powiecie żuromińskim utworzono gminę Kuczbork-Osada.